# Ramularia cyclaminicola
Ramularia cyclaminicola är en svampart som beskrevs av Trel. 1916. Ramularia cyclaminicola ingår i släktet Ramularia och familjen Mycosphaerellaceae.   Inga underarter finns listade i Catalogue of Life.